# Uruca (Santa Ana)
Uruca è un distretto della Costa Rica facente parte del cantone di Santa Ana, nella provincia di San José.